# Coccoloba longifolia
Coccoloba longifolia är en slideväxtart som beskrevs av Fisch.. Coccoloba longifolia ingår i släktet Coccoloba och familjen slideväxter. Inga underarter finns listade i Catalogue of Life.